# Hyposidra schistacea
Hyposidra schistacea är en fjärilsart som beskrevs av W. Warren 1896. Hyposidra schistacea ingår i släktet Hyposidra och familjen mätare. Inga underarter finns listade i Catalogue of Life.